# Beorn
Beorn je lik koji se pojavljuje u Hobitu, jednome od djela slavnoga J.R.R. Tolkiena. U samom djelu, Beorn (Izvorni Beorn The Berserker) je lik koji pomaže Gandalfu, Bilbu Bagginsu i patuljcima da lakše prođu mračnu šumu Mrkodol. Beorn ih je također ugostio u svojoj kući.